# Colonia Patria
Colonia Patria är en ort i Mexiko.   Den ligger i kommunen Veracruz och delstaten Veracruz, i den sydöstra delen av landet, 300 km öster om huvudstaden Mexico City. Colonia Patria ligger 32 meter över havet och antalet invånare är 259.
Terrängen runt Colonia Patria är platt. Havet är nära Colonia Patria åt nordost. Runt Colonia Patria är det mycket tätbefolkat, med 1 221 invånare per kvadratkilometer. Närmaste större samhälle är Veracruz, 8,1 km öster om Colonia Patria. Runt Colonia Patria är det i huvudsak tätbebyggt.